# Cyclassics Hamburg
Die Cyclassics Hamburg (offiziell: ADAC  Cyclassics Hamburg, 1996 bis 2005: HEW Cyclassics, 2006 bis 2015: Vattenfall Cyclassics, 2016 bis 2019: EuroEyes Cyclassics, 2020 bis 2024: BEMER Cyclassics) sind ein Eintagesrennen im Straßenradsport. Die Veranstaltung findet jährlich im Juli, August oder September mit Start und Ziel in Hamburg statt. 2025 fand der Start in der niedersächsischen Hansestadt Buxtehude statt.

## Organisation
Betreiber des Rennens ist seit Dezember 2023 die A.S.O. Germany (ehemals Gesellschaft zur Förderung des Radsports). Der deutsche Ableger des Tour-de-France-Veranstalters Amaury Sports Organisation übernahm das Rennen von der Ironman Germany GmbH.
Die ursprüngliche Betreibergesellschaft Upsolut Event GmbH wurde zum 1. Januar 2008 von der Groupe Lagardère übernommen, die es 2013 in Lagardère Unlimited Events Germany GmbH umbenannten. Im Januar 2016 übernahm die World Triathlon Corporation, die zur Wanda Group gehört, das Unternehmen und verschmolz es mit seiner Tochtergesellschaft Ironman Germany GmbH.
Titelsponsor des Rennens war von 1996 bis 2005 HEW und von 2006 bis 2015 Vattenfall. 2016 wurde EuroEyes neuer Titelsponsor. Von 2021 bis 2024 war BEMER Titelsponsor. Seit 2025 sponsort der ADAC den Titel des Rennens. Erster Sportlicher Leiters des Rennens war 1996 Rudi Altig.
Das Rennen wird seit 1996 ausgetragen und gehörte von 1998 bis 2004 zum Rad-Weltcup. Mit dessen Ende wurde es Teil der neu eingeführten UCI ProTour und von 2006 bis 2009 war es außerdem Teil der Internationalen Deutschen Meisterschaft. Nachdem 2009 die Deutschland Tour aus finanziellen Gründen eingestellt worden war, war es das einzige ProTour-Rennen auf deutschem Boden. Seit 2011 gehört das Rennen zur Nachfolgeserie UCI WorldTour.
Das für 2020 geplante Rennen wurde wegen der COVID-19-Pandemie zunächst auf den 3. Oktober verschoben und später endgültig abgesagt. Die für 2021 geplante Ausgabe wurde ebenfalls wegen der COVID-19-Pandemie abgesagt.

## Streckenverlauf
Der Streckenverlauf ist von Jahr zu Jahr leicht unterschiedlich. Einige markante Punkte wie der Start auf der Steinstraße und das Ziel auf der Mönckebergstraße oder der Waseberg sind immer enthalten. Die Strecke ist meist um die 250 km lang.
Die Strecke führte bis zum Rennen im Jahre 2004 (ausgenommen bei der ersten Austragung 1996) zuerst in südöstlicher Richtung am Nordufer der Elbe entlang in Richtung Geesthacht. Dort wurde die Elbe überquert und die Route führte dann zurück ins Stadtzentrum.
Seit 2005 führte diese erste Schleife in südlicher Richtung in die nördliche Lüneburger Heide. Der höchste Punkt der Strecke lag im Ort Langenrehm. Als weitere Erhebung musste die Köhlbrandbrücke überquert werden. Durch den Freihafen und am Hauptbahnhof vorbei wurde dann eine große Schleife in nordwestlicher Richtung (Wendepunkt Holm in Schleswig-Holstein) gefahren. Auf dem Rückweg in Richtung Stadtzentrum ging es zum ersten Mal über den Waseberg in Hamburg-Blankenese. Anschließend wurden mehrere kleinere Runden durch den Westen Hamburgs gedreht, wobei immer der Waseberg überquert wurde. Im Jahre 2004 wurde der Waseberg erstmals fünfmal erklommen. Zuvor war dies nur dreimal der Fall.
2018 wurde die Hauptstrecke ins südliche Holstein verlegt. Die Westschleife über den Waseberg wurde jedoch beibehalten und das Ziel ist weiterhin in der bekanntesten Einkaufsstraße Hamburgs, der Mönckebergstraße. Die Cyclassics sind damit das einzige Weltcup-Eintages-Rennen, das im Zentrum einer großen Metropole endet.
Um auf der fast durchgehend flachen Strecke der Cyclassics eine Stelle zu haben, an der das Feld auseinanderreißt, um so den besten Fahrern des Pelotons die Möglichkeit zu geben, sich vom Feld abzusetzen, wurde der Waseberg als wichtiges Element in den Streckenverlauf eingebaut. Der Waseberg ist ein Anstieg in Hamburg-Blankenese vom Elbufer hinauf in den Ortskern von Blankenese. Er hat eine Länge von ca. 700 m und eine fast durchgehende Steigung von 16 %. Seine Hauptschwierigkeit besteht darin, dass der Anstieg unmittelbar nach einer scharfen Rechtskurve beginnt und damit kein Schwung für die Auffahrt vorhanden ist. Weil die Straße vor dem Anstieg sehr schmal ist, beginnen die Mannschaften bereits Kilometer vor dem Anstieg, ihre Spitzenfahrer in eine gute Ausgangsposition zu bringen. Da der Waseberg mehrfach und erst sehr spät im Verlauf des Rennens (erstmals nach ca. 180 km) erklommen werden muss, können Fahrer, die an der Steigung nicht mehr mithalten konnten, den Anschluss an das Feld oft nicht wiederherstellen. An dieser Stelle findet häufig eine Vorentscheidung des Rennens statt, da hier eine der wenigen Möglichkeiten zum Ausreißen besteht.

## Palmarès
| Jahr                  | Sieger               | Zweiter              | Dritter            |          |
| --------------------- | -------------------- | -------------------- | ------------------ | -------- |
| HEW Cyclassics        |                      |                      |                    |          |
| 1996                  | Rossano Brasi        | Bert Dietz           | Steffen Rein       |          |
| 1997                  | Jan Ullrich          | Wilfried Peeters     | Jens Heppner       |          |
| 1998                  | Léon van Bon         | Michele Bartoli      | Ludo Dierckxsens   |          |
| 1999                  | Mirko Celestino      | Raphael Schweda      | Romāns Vainšteins  |          |
| 2000                  | Gabriele Missaglia   | Francesco Casagrande | Fabio Baldato      |          |
| 2001                  | Erik Zabel           | Romāns Vainšteins    | Erik Dekker        |          |
| 2002                  | Johan Museeuw        | Igor Astarloa        | Davide Rebellin    |          |
| 2003                  | Paolo Bettini        | Davide Rebellin      | Jan Ullrich        |          |
| 2004                  | Stuart O’Grady       | Paolo Bettini        | Igor Astarloa      |          |
| 2005                  | Filippo Pozzato      | Luca Paolini         | Allan Davis        |          |
| Vattenfall Cyclassics |                      |                      |                    |          |
| 2006                  | Óscar Freire Gómez   | Erik Zabel           | Filippo Pozzato    |          |
| 2007                  | Alessandro Ballan    | Óscar Freire Gómez   | Gerald Ciolek      |          |
| 2008                  | Robbie McEwen        | Mark Renshaw         | Allan Davis        |          |
| 2009                  | Tyler Farrar         | Matti Breschel       | Gerald Ciolek      |          |
| 2010                  | Tyler Farrar         | Edvald Boasson Hagen | André Greipel      |          |
| 2011                  | Edvald Boasson Hagen | Gerald Ciolek        | Borut Božič        |          |
| 2012                  | Arnaud Démare        | André Greipel        | Giacomo Nizzolo    |          |
| 2013                  | John Degenkolb       | André Greipel        | Alexander Kristoff |          |
| 2014                  | Alexander Kristoff   | Giacomo Nizzolo      | Simon Gerrans      |          |
| 2015                  | André Greipel        | Alexander Kristoff   | Giacomo Nizzolo    |          |
| EuroEyes Cyclassics   |                      |                      |                    |          |
| 2016                  | Caleb Ewan           | John Degenkolb       | Giacomo Nizzolo    |          |
| 2017                  | Elia Viviani         | Arnaud Démare        | Dylan Groenewegen  |          |
| 2018                  | Elia Viviani         | Arnaud Démare        | Alexander Kristoff |          |
| 2019                  | Elia Viviani         | Caleb Ewan           | Giacomo Nizzolo    |          |
| 2020                  | abgesagt             | abgesagt             | abgesagt           | abgesagt |
| 2021                  | abgesagt             | abgesagt             | abgesagt           | abgesagt |
| BEMER Cyclassics      |                      |                      |                    |          |
| 2022                  | Marco Haller         | Wout van Aert        | Quinten Hermans    |          |
| 2023                  | Mads Pedersen        | Danny van Poppel     | Elia Viviani       |          |
| 2024                  | Olav Kooij           | Jonathan Milan       | Biniam Girmay      |          |
| ADAC Cyclassics       |                      |                      |                    |          |
| 2025                  | Rory Townsend        | Arnaud De Lie        | Paul Magnier       |          |

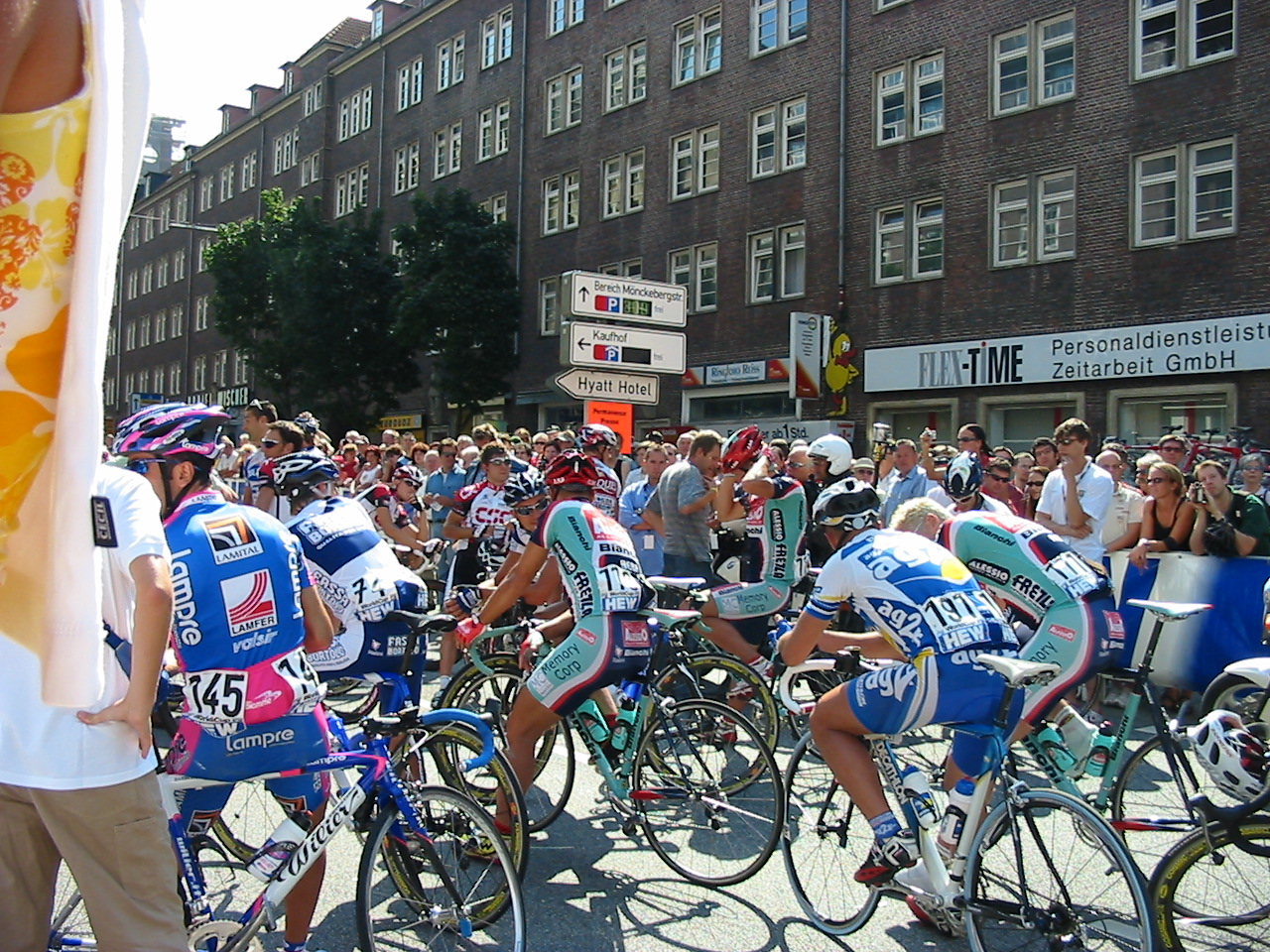
Aufstellung zum Start (2004)
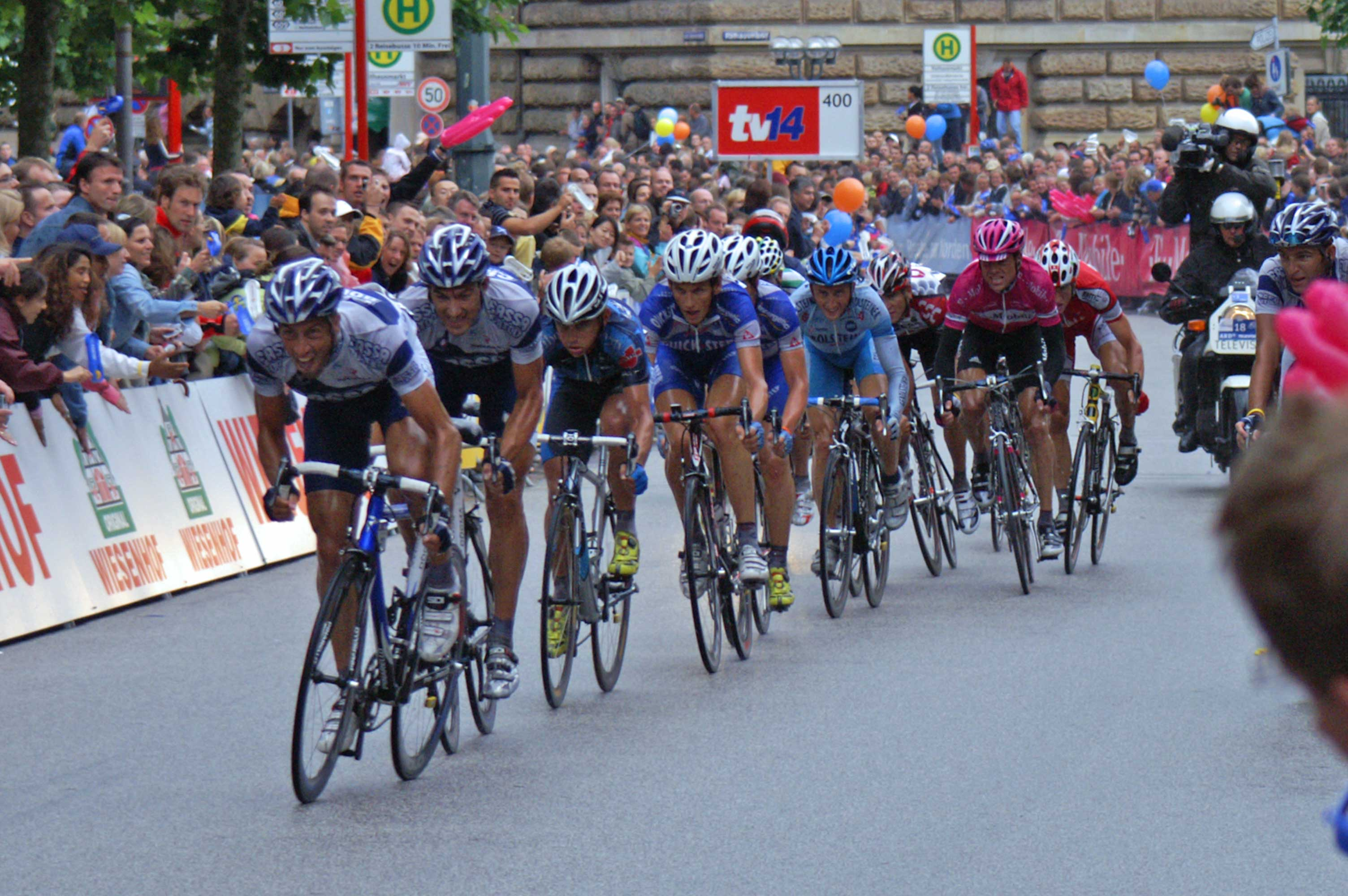
Die Spitzengruppe im Finale (2005)
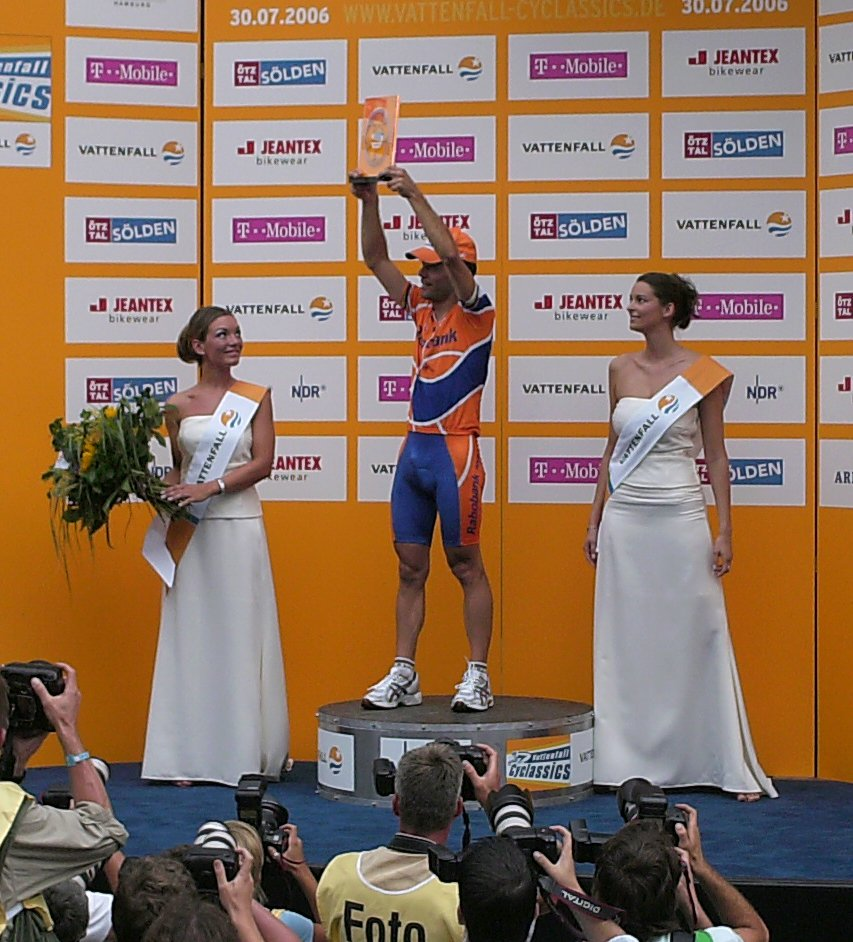
Óscar Freire bei seiner Ehrung nach dem Rennen (2006)
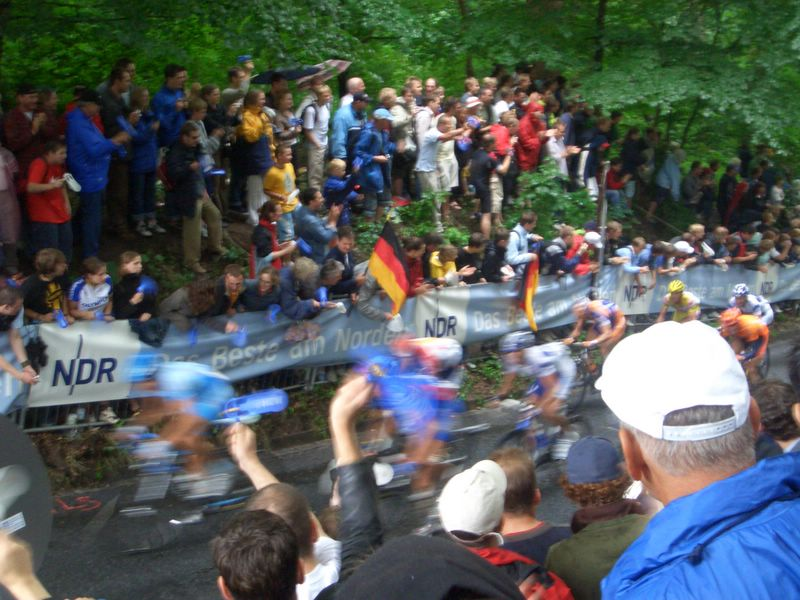
Das Hauptfeld am Waseberg (2005)
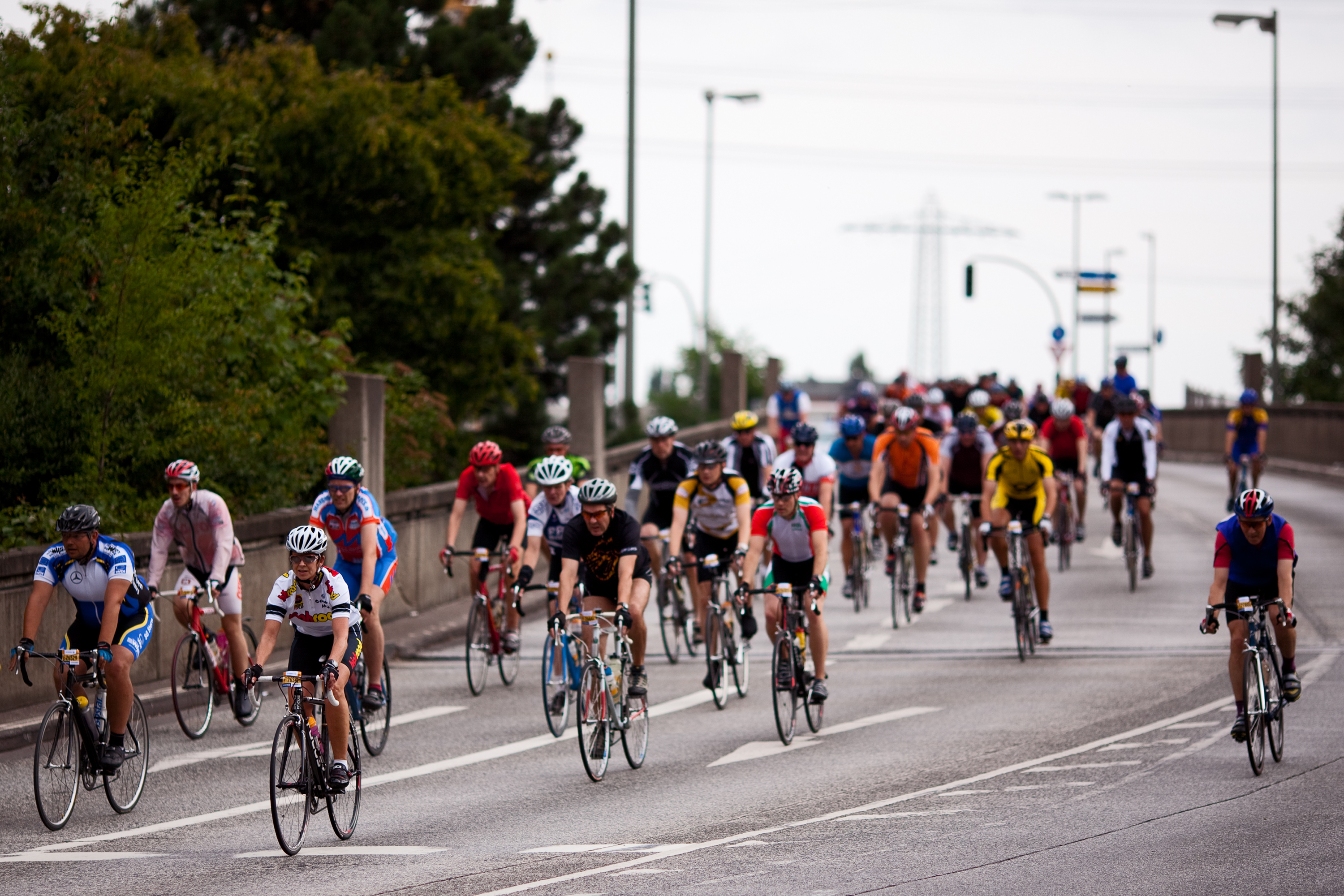
Jedermannfeld (2010)

## Jedermannrennen

Pasta Party (2007)

Neben dem UCI-Rennen bestehen die Cyclassics zum Großteil aus den verschiedenen sogenannten Jedermannrennen über verschiedene Streckenlängen, meist zwischen 50 und 150 km. 2025 sind die Rennen über 60 km und 110 km. Einen Startplatz bei diesen Rennen kann jeder erwerben. Hier gehen dann neben gut ausgerüsteten Amateuren und „Halbprofis“ auch Tandems oder Bonanzaräder auf die Strecke. Im Jahr 2005 betrug die Zahl der Startplätze für dieses Jedermannrennen 20.000, 2006 waren es 22.500. Die Plätze sind häufig schon frühzeitig komplett ausgebucht. Die Anmeldung beginnt meist Ende Januar, 2008 waren 15.000 der 22.000 Startplätze nach Angaben der Veranstalter schon innerhalb von 24 Stunden vergeben. Bei der Akkreditierung in den Vortagen des Rennens erhalten die Teilnehmer ihre Startnummern und -zeiten. Am Vorabend des Starts der Jedermannrennen findet eine sogenannte Pasta Party statt, bei der alle Teilnehmer gemeinschaftlich Nudelgerichte verspeisen können.